# 鳥脚類
鳥脚類あるいは鳥脚亜目（ちょうきゃくるい・ちょうきゃくあもく、学名 Ornithopoda）は、角脚類に属する恐竜の一群である。とり竜（とりりゅう) とも呼ばれる。

## 概要
イグアノドン、ヒプシロフォドン、パラサウロロフスなどに代表される、主に二足歩行の鳥盤目に属す草食恐竜の分類群である。分類学上は亜目の階級を与えられ、鳥脚亜目（ちょうきゃくあもく）となる。中生代ジュラ紀前期から白亜紀末までの間、南極大陸を含むほぼ全世界に分布していた。大きさは1 mのヘテロドントサウルスから10 mを超えるものもいるハドロサウルス科まで幅広い。
二足歩行という特徴が鳥盤目としては祖先的であるため、レソトサウルス科、堅頭竜類、プシッタコサウルス、原始的装盾類など鳥盤目の各グループ初期の種が誤ってこの分類群に入れられていたことがある。また、ヘテロドントサウルス科も本来は周飾頭類の祖先もしくは姉妹群であるとの意見もある。大型化した種では体重を支えるため、二次的に四足歩行も併用していた。
特に白亜紀には大型化を遂げて繁栄した種が多いが、それに限らず小型種を含め多様な種が幅広い地域、時代に生息した。

## 下位分類
鳥脚類
- ヘテロドントサウルス科 Heterodontosauridae
  - ヘテロドントサウルス属 Heterodontosaurus
- 真鳥脚類
  - ヒプシロフォドン科 Hypsilophodontidae
    - ヒプシロフォドン属 Hypsilophodon
    - ラエリナサウラ属　Leaellynasaura
    - ヤンドゥサウルス属 Yandusaurus

  - イグアノドン類 Iguanodontia
    - テノントサウルス属 Tenontosaurus
    - 真イグアノドン類 Euiguanodontia
      - ガスパリニサウラ属 Gasparinisaura
      - ドリオ形類 Dryomorpha
        - ドリオサウルス科 Dryosauridae
          - ドリオサウルス属 Dryosaurus
          - ヴァルドサウルス属 Valdosaurus

        - 堅母指類 Ankylopollexia
          - カンプトサウルス科 Camptosauridae
            - カンプトサウルス属 Camptosaurus
            - ドラコニクス属 Draconys

          - イグアノドン科 Iguanodonntidae
            - イグアノドン属 Iguanodon
            - オウラノサウルス属 Ouranosaurus
            - アルティリヌス属 Altirhinus

          - ハドロサウルス科（カモノハシ恐竜）Hadrosauridae
            - テルマトサウルス属 Telmatosaurus
            - ハドロサウルス亜科
              - ハドロサウルス属 Hadrosaurus
              - エドモントサウルス属 Edmontosaurus
              - アナトティタン属 Anatotitan
              - シャントンゴサウルス属 Shantungosaurus
              - サウロロフス属 Saurolophus
              - プロサウロロフス属 Prosaurolophus
              - マイアサウラ属 Maiasaura
              - ブラキロフォサウルス属 Brachylophosaurus
              - クリトサウルス属 Kritosaurus

            - ランベオサウルス亜科
              - ランベオサウルス属 Lambeosaurus
              - コリトサウルス属 Corythosaurus
              - ヒパクロサウルス属 Hipacrosaurus
              - ニッポノサウルス属 Nipponosaurus
              - パラサウロロフス属 Parasaurolophus
              - バクトロサウルス属 Bactrosaurus
              - カムイサウルス属 Kamuysaurus